# Palfuria hirsuta
Palfuria hirsuta is een spinnensoort in de taxonomische indeling van de mierenjagers (Zodariidae).
Het dier behoort tot het geslacht Palfuria. De wetenschappelijke naam van de soort werd voor het eerst geldig gepubliceerd in 2001 door Szüts & Rudy Jocqué.